# Петі-Валь
Петі-Валь (фр. Petit-Val) — громада  в Швейцарії в кантоні Берн, адміністративний округ Бернська Юра.

## Географія
Громада розташована на відстані близько 45 км на північний захід від Берна.
Петі-Валь має площу 23,9 км², з яких на 2,2% дозволяється будівництво (житлове та будівництво доріг), 44,5% використовуються в сільськогосподарських цілях, 52,8% зайнято лісами, 0,5% не є продуктивними (річки, льодовики або гори).

## Демографія
2019 року в громаді мешкало 399 осіб (-3,2% порівняно з 2010 роком), іноземців було 7%. Густота населення становила 17 осіб/км².
За віковим діапазоном населення розподілялося таким чином: 22,3% — особи молодші 20 років, 58,1% — особи у віці 20—64 років, 19,5% — особи у віці 65 років та старші. Було 160 помешкань (у середньому 2,5 особи в помешканні).
Із загальної кількості 179 працюючих 106 було зайнятих в первинному секторі, 9 — в обробній промисловості, 64 — в галузі послуг.